# Madagaskar na Letnich Igrzyskach Olimpijskich 1996
Madagaskar na Letnich Igrzyskach Olimpijskich 1996 reprezentowało 11 zawodników : 4 mężczyzn i 7 kobiet. Był to 7 start reprezentacji Madagaskaru na letnich igrzyskach olimpijskich.

## Skład kadry

### Boks
Mężczyźni
- Anicet Rasoanaivo - waga papierowa (do 48 kg) - 9. miejsce

### Lekkoatletyka
Mężczyźni
- Joseph Rakotoarimanana - bieg na 800 m - opadł w eliminacjach,
- Victor Razafindrakoto - maraton - nie ukończył biegu

Kobiety
- Hanitriniaina Rakotondrabé - bieg na 100 m - odpadła w ćwierćfinale
- Nicole Ramalalanirina - bieg na 100 m przez płotki - odpadła w półfinale
- Lantoniaina Ramalalanirina, Hanitriniaina Rakotondrabé, Nicole Ramalalanirina, Lalao Robine Ravaoniriana - sztafeta 4 x 100 m - nie ukończyły biegu eliminacyjnego

### Pływanie
Mężczyźni
- Jean-Luc Razakarivony - 100 m stylem klasycznym - 41. miejsce

Kobiety
- Harijesy Razafindramahatra - 100 m stylem grzbietowym - 36. miejsce

### Tenis ziemny
Kobiety
- Dally Randriantefy - gra pojedyncza - 33. miejsce,
- Dally Randriantefy, Natacha Randriantefy - 17. miejsce